# Намибия на Паралимпийских играх
Намибия на Паралимпийских играх впервые приняла участие в 1992 году на летних Играх в Барселоне, и с тех пор принимает участие на всех летних Играх (не участвовали в Играх 1996 и 2000 годов). На зимних Играх делегация Намибии не участвовала ни разу.
На настоящее время спортсмены Намибии завоевали на всех Играх в сумме 10 медалей, из них 2 золотые.

## Медальный зачёт

### Медали летних Паралимпийских игр
| Игры                | Золото         | Серебро        | Бронза         | Всего          | Место          |
| ------------------- | -------------- | -------------- | -------------- | -------------- | -------------- |
| 1992 Барселона      | 0              | 0              | 0              | 0              | —              |
| 1996 Атланта        | не участвовали | не участвовали | не участвовали | не участвовали | не участвовали |
| 2000 Сидней         | не участвовали | не участвовали | не участвовали | не участвовали | не участвовали |
| 2004 Афины          | 0              | 0              | 0              | 0              | —              |
| 2008 Пекин          | 0              | 0              | 1              | 1              | 69             |
| 2012 Лондон         | 1              | 1              | 0              | 2              | 47             |
| 2016 Рио-де-Жанейро | 1              | 2              | 2              | 5              | 53             |
| 2020 Токио          | 0              | 1              | 1              | 2              | 71             |
| Итого               | 2              | 4              | 4              | 10             |                |